# Slip (Better Call Saul)
"Slip" es el octavo episodio de la tercera temporada de la serie de televisión de AMC Better Call Saul, una serie derivada de Breaking Bad. El episodio se emitió el 5 de junio de 2017 en AMC en los Estados Unidos. Fuera de los Estados Unidos, el episodio se estrenó en el servicio de transmisión Netflix en varios países.

## Trama

### Apertura
En un flashback, Jimmy McGill y su amigo Marco Pasternak irrumpen en la tienda abandonada de los McGill en Cicero, Illinois. Con la esperanza de usar un centavo de cabeza de indio para una estafa, Jimmy recupera una colección de monedas que reunía desde niño. Él explica que comenzó su colección luego del inútil intento de su padre de devolver una moneda rara a su dueño después de que el dueño la usara por error en la tienda.

### Historia principal
Mike Ehrmantraut conduce hasta el sitio donde cometió el robo al camión de helados. Usando la información proporcionada por Nacho Varga, encuentra el cuerpo del Buen Samaritano que fue asesinado después de liberar al chofer Ximenez. Luego hace una llamada anónima e informa la ubicación a la policía.
En casa, Chuck McGill comparte con la Dra. Cruz la epifanía que le hizo darse cuenta de que su hipersensibilidad electromagnética podría ser psicosomática. La Dra. Cruz le aconseja que no intente volver a la normalidad demasiado pronto, pero luego sale de la casa para comprar comestibles. A su regreso, Howard Hamlin le informa que hay un problema con el seguro de mala praxis de Chuck.
Después de que Jimmy produce un exitoso comercial para una tienda de música, los propietarios se niegan a pagar. Jimmy recurre a una estafa estilo "Slippin 'Jimmy" para crear un accidente de resbalón y caída como presión para que le paguen. Howard saluda a Kim en su almuerzo con Paige y Kevin. Kim intenta pagar el préstamo de la matrícula de la facultad de derecho que le debe a HHM. Howard se niega y la acusa de traicionar a la firma. Kim responde que no debería haber tratado de encubrir la condición de Chuck.
Kim regresa a la oficina para encontrar a Jimmy con su mitad del alquiler, que obtuvo de los dueños de la tienda de música. Kim expresa dudas sobre la capacidad de Jimmy para seguir pagando y considera contratar a otro cliente. Más tarde, Jimmy gana $700 dólares mientras realiza su servicio comunitario, al amenazar a su supervisor con una demanda colectiva, lo que permite a un traficante de drogas que también realiza servicio comunitario, poder irse temprano.
Nacho ejecuta su plan para matar a Héctor Salamanca robando la botella de nitroglicerina del bolsillo de su chaqueta y reemplazando el contenido con cápsulas similares que contienen ibuprofeno. Luego devuelve la botella al bolsillo de Héctor sin que se dé cuenta.
Mike se da cuenta de que no puede gastar el dinero que le robó a Héctor sin despertar sospechas, por lo que busca la ayuda de Gus Fring para lavarlo. Gus le advierte que deben evitar ser asociados públicamente para que los Salamanca no sospechen. Él le dice a Mike que el proceso de lavado será difícil, pero acepta ayudarlo.

## Producción
El episodio está dirigido por Adam Bernstein, quien anteriormente dirigió el episodio de la temporada 2 "Gloves Off", y escrito por Heather Marion, quien coescribió el final de la temporada 2 con el creador Vince Gilligan.

### Casting
El episodio marca el regreso de Mel Rodríguez como el amigo de Jimmy, Marco Pasternak, después de ausentarse durante una temporada, y de Clea DuVall como la Dra. Cruz, quien apareció por última vez en "Klick".

## Recepción

### Audiencias
Al emitirse, el episodio recibió 1.633 millones de espectadores estadounidenses y una calificación entre adultos de 18 a 49 años de 0,5.

### Recepción de la crítica
El episodio recibió elogios de la crítica. Tiene una calificación del 100% en Rotten Tomatoes basada en 12 reseñas con una puntuación promedio de 9.03/10. El consenso del sitio dice: "Slip" continúa la evolución del personaje de Better Call Saul con otro episodio apasionante que lleva la historia de la serie en nuevas direcciones impredecibles pero satisfactorias". Terri Schwartz de IGN otorgó una calificación de 9.2 y dijo: "La actuación y la dirección son de primera categoría en "Slip", incluso si este episodio no superó a "Chicanery" como el mejor episodio de la temporada. Es una entrega sólida a medida que la temporada 3 se acerca al final". James White de Empire calificó el episodio con 4/5 estrellas y señaló que el episodio "representa otro gran episodio, lleno de pequeños toques de Saul, que incluyen dos montajes maravillosos: Mike en el desierto, espectáculo en lapso de tiempo con su detector de metales y el cuidado de Nacho por su preparación de píldoras: ejemplos de la capacidad continua del programa para hacer que las acciones más mundanas sean dramáticas y observables".